# Earth Girls Are Easy
Earth Girls Are Easy is een komedie uit 1988 van regisseur Julien Temple. De film ging in première op het filmfestival van Toronto.

## Verhaal
Wanneer een ruimteschip in het zwembad van Valerie (Geena Davis) neerstort, komen er een goedaardige gele, een rode en een blauwe alien uit. Dit tot overmaat van ramp, want het zat haar al niet mee omdat ze zojuist ontdekt heeft dat haar toekomstige bruidegom Ted (Charles Rocket) vreemdgaat. Valerie probeert haar nieuwe gasten verborgen te houden door ze zo menselijk mogelijk toe te takelen. Onder meer een lichaamsgrote scheerbeurt later, lijken Mac (Jeff Goldblum), Wiploc (Jim Carrey) en Zeebo (Damon Wayans) verdraaid veel op mensen, hoewel ze geen aardse taal spreken. Terwijl de buitenaardsen de aarde al feestend verkennen - en onderwijl succes hebben bij de dames - voelen Mac en Valerie zich steeds meer tot elkaar aangetrokken.

## Rolverdeling
| Acteur         | Personage         |
| -------------- | ----------------- |
| Geena Davis    | Valerie Gail      |
| Jeff Goldblum  | Mac               |
| Jim Carrey     | Wiploc            |
| Damon Wayans   | Zeebo             |
| Julie Brown    | Candy Pink        |
| Michael McKean | Woody             |
| Charles Rocket | Dr. Ted Gallagher |
| Larry Linville | Dr. Bob           |
| Rick Overton   | Dr. Rick          |

## Prijzen en nominaties
“Earth Girls are Easy” werd in 1990 genomineerd voor in totaal drie prijzen:
- De International Fantasy Film Award voor beste film.
- De Independent Spirit Award voor beste cinematografie.
- De Golden Raspberry Award voor slechtste vrouwelijke bijrol (Angelyne).

## Trivia
- Valerie droomt de eerste nacht die ze met Mac (Goldblum) doorbrengt onder meer een stukje uit de film The Adventures of Buckaroo Banzai Across the 8th Dimension (1984). Dit is een film waar Goldblum eerder in speelde.
- Een gedeelte van de taal die de buitenaardsen tegen elkaar spreken, is Engels, maar dan achterstevoren.